# Scaphiella maculata
Scaphiella maculata är en spindelart som beskrevs av Birabén 1955. Scaphiella maculata ingår i släktet Scaphiella och familjen dansspindlar. Inga underarter finns listade i Catalogue of Life.